# Villaines-la-Gonais
Villaines-la-Gonais é uma comuna francesa na região administrativa do País do Loire, no departamento de Sarthe. Estende-se por uma área de 10.4 km². Em 2010 a comuna tinha 562 habitantes (densidade: 54 hab./km²).